# La Zona Residencial del Golf
La Zona Residencial del Golf – miejscowość w Hiszpanii, w Katalonii, w prowincji Girona, w gminie Bolvir.
Według danych INE z 2005 roku miejscowość zamieszkiwało pięć osób.